# Perdita graenicheri
Perdita graenicheri là một loài Hymenoptera trong họ Andrenidae. Loài này được Timberlake mô tả khoa học năm 1947.